# Alternativní rozdělení

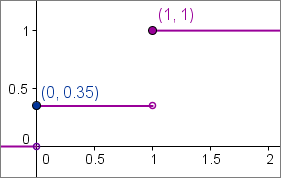
Distribuční funkce alternativního rozdělení.

Alternativní (Bernoulliho) rozdělení je diskrétní rozdělení pravděpodobnosti náhodné proměnné, která s pravděpodobností {\displaystyle p} nabývá hodnoty 1 a s pravděpodobností {\displaystyle 1-p} nabývá hodnoty 0. Jde o speciální případ binomického rozdělení.

## Základní charakteristiky rozdelení
- Střední hodnota:

{\displaystyle \operatorname {E} (X)=p}
- Rozptyl:

{\displaystyle \operatorname {D} (X)=p(1-p)}
- Koeficient šikmosti:

{\displaystyle \gamma _{1}={\frac {1-2p}{\sqrt {p(1-p)}}}}
- Koeficient špičatosti:

{\displaystyle \gamma _{2}={\frac {1-6p(1-p)}{p(1-p)}}}
- Momentová vytvořující funkce:

{\displaystyle m(t)=p\mathrm {e} ^{t}+(1-p)}